# Nachführung (Astronomie)
Als Nachführung wird in der Astronomie der Ausgleich der Erddrehung während der Beobachtung oder dem Fotografieren von astronomischen Objekten bezeichnet. Die Mechanik der Nachführung ist Teil der Montierung und soll bewirken, dass jedes eingestellte Himmelsobjekt genau in der Gesichtsfeldmitte des Fernrohrs oder der Kamera bleibt. Ohne eine solche Nachführung würde ein Stern bei stärkerer Vergrößerung schnell aus dem Blickfeld des Okulars wandern.
Die Technik der Nachführung für äquatoriale Montierungen wurde bereits im 18. Jahrhundert entwickelt und Anfang des 19. Jahrhunderts von Joseph von Fraunhofer durch den Einsatz von Uhrwerken teilweise automatisiert. Für fotografische Aufnahmen ist sie bei längeren Belichtungszeiten unbedingt erforderlich, wofür die Stundenachse der Montierung genau justiert sein muss.
Die Nachführung kann händisch oder motorisch erfolgen. Die motorische Nachführung kann zwar genauer sein, erfordert jedoch einen erheblichen technischen Aufwand. Ihre Qualität kann durch laufende Überwachung (engl. Guiding) wesentlich erhöht werden. Diese Überwachung erfolgt bei Amateurteleskopen entweder über das Hauptinstrument mittels eines Off-Axis-Guiders oder durch ein parallel ausgerichtetes Leitfernrohr.

## Nachführung ohne Nachführkontrolle
Für kürzere Belichtungszeiten im Verhältnis zu Brennweite und Auflösung des Bildsensors erfordert die Nachführung nicht immer eine gesonderte Überwachung. Bei Nutzung einer Barndoor-Montierung wird beispielsweise in der Regel ohne Guiding gearbeitet.

### Barndoor

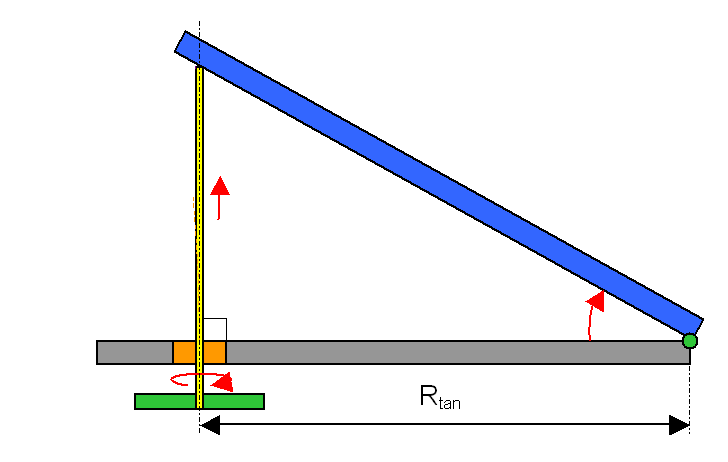
Schematische Darstellung der Barndoor-Montierung

Die Barndoor-Montierung (von engl. Scheunentor) ist die simpelste Form der parallaktischen Montierung. Sie besteht im einfachsten Fall aus zwei Holzbrettern, die deckungsgleich an einem Ende mit einem Scharnier verbunden werden. Am anderen Ende wird eine Gewindestange im Radius der Bretter so angebracht, dass ein Drehen des Gewindes die beiden Bretter voneinander entfernt. Wird die Scharnierachse auf den Himmelspol ausgerichtet, so kann je nach Länge der Gewindestange über einen bestimmten Zeitraum der Lauf der Sterne verfolgt werden, indem die Gewindestange mit konstanter Geschwindigkeit gedreht wird. Um den gesamten Himmel mit dem Instrument anvisieren zu können, befindet sich auf dem oberen Brett ein Stativkopf, am besten ein Kugelgelenkkopf. Dort wird ein leichtes Teleskop oder ein Fotoapparat angebracht. Die Gewindestange der Barndoor-Montierung kann motorisch angetrieben werden. Sie wurde von George Y. Haig im April 1975 in der Zeitschrift Sky & Telescope vorgestellt. Dave Trott beschrieb 1988 in derselben Zeitschrift eine mehrarmige Montierung.

## Beobachtete Nachführung

### Parallaktische (äquatoriale) Montierung
Bei der parallaktischen oder äquatorialen Montierung wird der Leitstern mit einem Fadenkreuzokular beobachtet. Einer der beiden Fäden wird dazu an der Rektaszensionsachse der Montierung ausgerichtet. Durch beständiges Drehen an der Rektaszensionsachse wird der Stern im Fadenkreuz gehalten. Steht die Montierung nicht perfekt ausgerichtet, so muss zwischendurch auch
die Deklinationsachse gedreht werden.

### Azimutale Montierung
Bei einer azimutalen Montierung müssen beide Achsen ständig nachgeführt werden. Dies kann bei einer Goto-Montierung auch automatisch geschehen. Bei der Nachführung von Objekten mit einer Dobson-Montierung spricht man vom Schubsen, da so lange beobachtet wird, bis das Objekt aus dem Sichtfeld zu verschwinden droht. Kurz vorher wird die äußerst leichtläufige Montierung mit einem leichten Schubs gerade so weit bewegt, dass sich das Objekt wieder am gegenüberliegenden Bildrand befindet. Mit dieser Art der Nachführung sind nur äußerst kurz belichtete Fotografien von z. B. der Sonne oder hellen Planeten möglich.

## Halbautomatische Nachführung
Im einfachsten Fall erfolgt die halbautomatische Nachführung mittels eines mechanischen Uhrwerks, welches durch eine entsprechende Untersetzung so gebaut ist, dass es den Sterntag ausgleicht. Die Purus-Uhrwerknachführung ist ein Beispiel dafür.
Eine halbautomatische Nachführung ist nur an einer parallaktischen Montierung sinnvoll. Eine Ausnahme ist die Polhöhenwiege; mit ihr kann eine azimutale Montierung so gekippt werden, dass quasi eine parallaktische Montierung entsteht. Ein Motor lässt sich einkuppeln, beziehungsweise die Montierung wird an den ständig drehenden Motor angekuppelt. Der Motor treibt nun die Rektaszensionsachse an. Es wird wieder mit einem Fadenkreuzokular beobachtet. Jetzt müssen allerdings nur noch die Fehler in der Deklinationsachse ausgeglichen werden. Ist auch an der Deklinationsachse ein Stellmotor vorhanden, wird mit niedriger Geschwindigkeit korrigiert, um eine Bewegung über das Ziel hinaus zu vermeiden. Ist keine Änderung der Motorgeschwindigkeit möglich, kann über die Deklinationsachse wieder nur händisch korrigiert werden. Meistens sind sowieso nur Korrekturen an dieser Achse notwendig, da die Motorgeschwindigkeit an der Rektaszensionsachse genügend präzise ist.
Ein elektrischer Schrittmotor oder Servomotor (selten auch ein Synchronmotor) kann die Montierung mit noch höherer Genauigkeit nachführen. Hier wird normalerweise ein Quarzuhrwerk verwendet, welches sekundengenaue Ergebnisse liefert. Wurde die Montierung eingescheinert, so lässt sich ein astronomisches Objekt über einen längeren Zeitraum hinweg beobachten.

### Grenzen der halbautomatischen Nachführung
Der Präzision sind Grenzen gesetzt auf Grund von Fertigungstoleranzen und Spiel in der Mechanik. So pendeln Sterne z. B. ständig, oft über einen Zeitraum von 8 Minuten, hin und her. Dies ist der periodische Schneckenfehler. Bei vielen Montierungen sind die Achsen von einem Zahnkranz umgeben, an dem jeweils eine Schnecke sitzt. Ein Umlauf dieser Schnecke erzeugt jenen wiederkehrenden Fehler. Er kann durch ein Training der Montierungssteuerung, der sog. PEC-Korrektur ausgeglichen werden.
Das Spiel der Zähne untereinander verzögert den Gleichlauf der Montierung um bis zu einer Minute (engl. Backlash); erst wenn das Spiel aller Zahnräder überwunden ist, dreht sich die Montierung gleichmäßig.

## Vollautomatische Nachführung

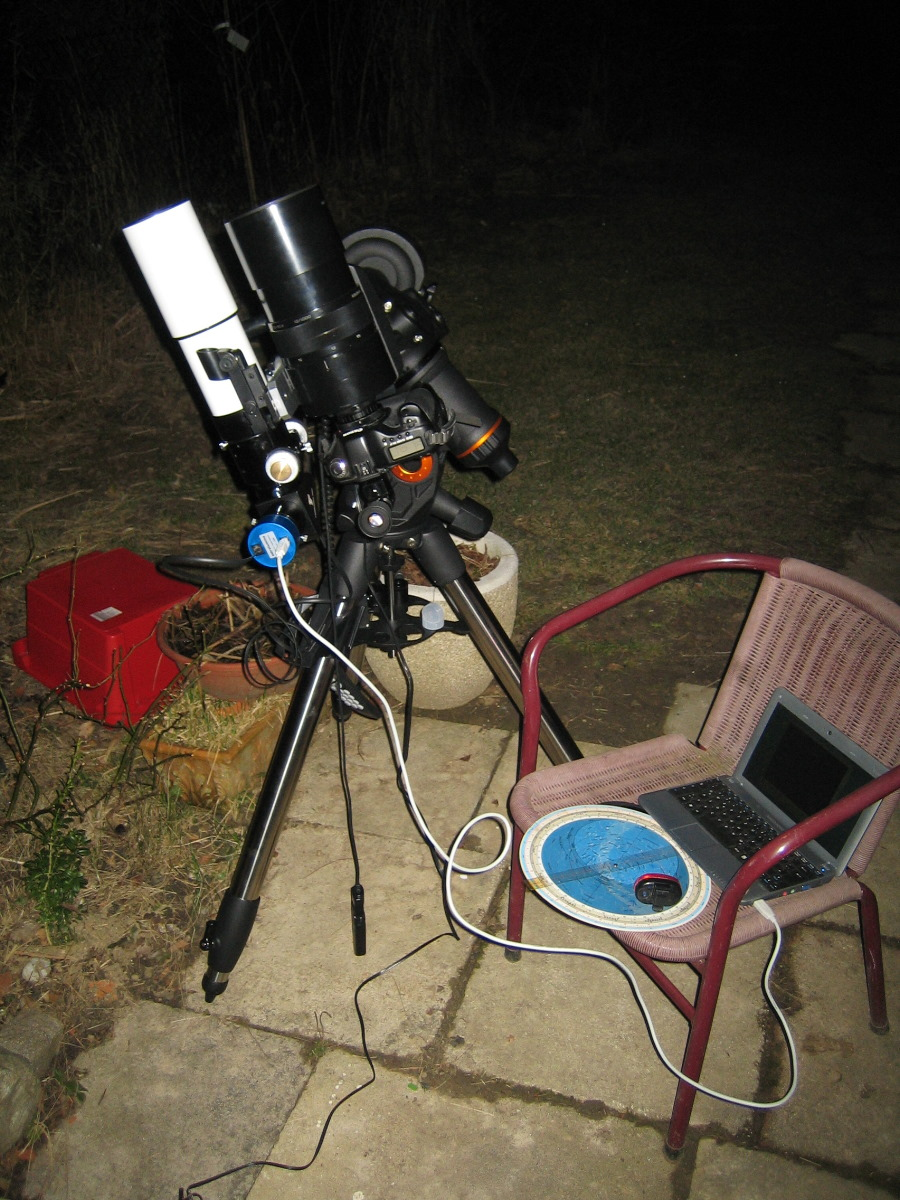
Leitfernrohr (links) mit Nachführsteuerung über einen Computer

Muss sehr genau nachgeführt werden, dann gibt es noch die Methode, Sternbewegungen von einem Computer ausgleichen zu lassen. Dazu wird eine Videokamera statt des Fadenkreuzokulars verwendet. Diese Kamera wird an einen Computer angeschlossen und ein Programm wertet die Bilder der Kamera aus und sendet Steuersignale zur Korrektur an die Nachführung der Montierung zurück. Dies kann entweder direkt über eine zweite Leitung vom Computer an die Montierung geschehen oder indirekt, wie im Bild; In diesem Fall empfängt die Kamera (blau) am Leitrohr auch die Steuersignale des Computers und sendet diese weiter an die Montierung über ein dort angebrachtes, zweites Kabel (hier schwarz). Die Kamera am Leitrohr muss jedoch mindestens einen Stern erfassen können. Der Benutzer wählt den (einen) Stern aus, das Programm prüft erst die Ausrichtung der Kamera und überwacht anschließend die Position des Sterns. Wandert dieser aus seiner Ursprungsposition, sendet das Programm so lange Korrekturbefehle an die Montierung, bis der Stern sich wieder in der Ausgangsposition befindet. Die zweite Kamera (im Bild rechts), welche die eigentlichen Fotos macht, belichtet nun immer denselben Himmelsausschnitt und die darin befindlichen Objekte bleiben unverrückt und erscheinen auf den eigentlichen Bildern „gestochen scharf“.
Diese Methode ist bei parallaktischen Montierungen auch über Stunden hinweg präzise, nur beim Überschreiten des Meridians ergibt sich der Nachteil des Äquatorsystems und die Nachführung muss unterbrochen werden.
Bei der azimutalen Montierung ergibt sich bei längerer Beobachtung das Problem der Bildfelddrehung. Alle Himmelsobjekte drehen sich ja von Ost nach West und ändern dabei ihren Winkel. Zwei Sterne gehen im Osten z. B. nacheinander auf und stehen steil übereinander, an ihrem höchsten Punkt im Süden befinden sie sich jedoch bereits nebeneinander und beim Untergang im Westen ist der zuerst obere Stern nun unten. Wird nun mit einer azimutalen Montierung eine lang belichtete Astrofotografie angefertigt, so sind bereits nach wenigen Minuten Sterne am Bildrand zu Strichen verzogen. Um dies zu vermeiden, kann man eine Polhöhenwiege einsetzen und bei großen Teleskopen befindet sich vor der Kamera ein weiterer Motor, welcher die Kamera gegen die Bildfelddrehung dreht.

## Nachführgeschwindigkeiten
Bei einer automatischen, parallaktischen Nachführung lässt sich fast immer auch die Geschwindigkeit des Deklinationsmotors einstellen auf:
- Siderisch ist für die Nachführung von Sternen gedacht,
- lunar ist für die Beobachtung des Mondes geeignet; dieser wandert scheinbar „rückwärts“ über den Sternenhimmel. In 28 Tagen um 360°. Das bedeutet, dass er sich pro Minute bereits über 32 Bogensekunden bewegt, was bei siderischer Geschwindigkeit bereits eine sichtbare Bewegung erzeugen würde.
- Solar: Auch die Sonne hat gegenüber den Sternen eine Eigenbewegung, da sie in einem Jahr einmal umläuft und außerdem die Erdbahn leicht elliptisch ist (Zeitgleichung). Bei längeren Sonnenbeobachtungen mit Bilderserien über einen ganzen Tag hinweg, wäre deshalb auch hier eine Verschiebung zu beobachten, welche sich über die Einstellung „solare Geschwindigkeit“ ausgleichen lässt.

Für Kometen muss eine Computersteuerung beide Achsen bewegen können, da sich diese weder mit den Sternen noch in deren Richtung bewegen.
Für andere bewegte Objekte wie zum Beispiel Satelliten ist meistens eine spezielle Nachführung notwendig, da sie sich meistens mit zu hohen Geschwindigkeiten bewegen, als dass eine herkömmliche Nachführung ihnen folgen könnte.
Siehe auch: Goto (Teleskop)